# 1800年3月31日の海戦
1800年3月31日の海戦 (英語: Action of 31 March 1800) は、フランス革命戦争中に地中海のマルタ沖で、イギリス海軍艦隊とフランスの戦列艦1隻が衝突した海戦。1800年3月の時点で、フランスの支配するマルタ首都ヴァレッタはマルタ民兵とイギリス・ポルトガル軍の18か月にわたる包囲下にあり、フランス守備隊は極度の食料不足に苦しんでいた（マルタ包囲戦）。2月にフランス本土から補給艦隊が到着し海上封鎖を突破しようとしたが、イギリス艦隊に捕捉され失敗した（マルタ護送船団の海戦）。フランス守備隊のもとにはある程度の海軍戦力が残っていたが、その中の一つに、ナイルの海戦で生き残り包囲戦開始前の1798年9月にマルタに入ってきた戦列艦ギヨーム・テルがあった。守備隊海軍の司令官ピエール・ヴィルヌーヴ少将は、ヴァレッタの人員を減らし食料を節約するべく、部下のドニ・デクレ少将にこのギヨーム・テルで脱出を図るよう命じた。ギヨーム・テルには900人以上が乗り込み、3月30日の夜陰に紛れてトゥーロンに向け出港した。
ホレーショ・ネルソン少将率いるイギリス海軍は、包囲戦初期からマルタで海上封鎖を行っていた。しかしネルソンは上官のジョージ・エルフィンストーン中将の直々の命令に背き、3月までにはパレルモに帰って愛人エマ・ハミルトンと生活していた。ネルソン不在の中、封鎖艦隊を指揮していたHMS ライオン艦長マンリー・ディクソンとネルソンの旗艦の艦長エドワード・ベリーは、フリゲート艦HMS ペネロピからギヨーム・テルの脱出を知らされ、後を追った。彼らの到着に先立ち、ペネロピはギヨーム・テルの船尾につけて激しい砲撃を浴びせ、その艦速を鈍らせたおかげで、ベリーらの艦隊が追いつくことができた。数の上で圧倒的不利な状況に立たされながら、デクレは3時間にわたりイギリス戦列艦2隻を相手に戦い続けたものの、状況を覆すことはできず、大損害を被って降伏した。とはいえイギリス艦隊側の被害も大きく、このフランス艦の勇敢な抵抗は両国から称賛を受けた。

## 背景
1798年5月、ナポレオン・ボナパルト将軍率いるフランス艦隊が、エジプトを目指して地中海へ船出した。その途上でナポレオンは聖ヨハネ騎士団領マルタに軍を上陸させて征服し、クロード＝アンリ・ベルグラン・ド・ヴァーボワ将軍率いる守備隊を残してアレクサンドリアへ去っていった（フランスのマルタ占領）。エジプト上陸に成功したナポレオンは艦隊をアブキール湾に残して内陸に侵攻していったが、9月1日、このフランス艦隊をホレーショ・ネルソン少将率いるイギリス艦隊が奇襲し、ほぼ壊滅させた（ナイルの海戦）。17隻のフランス艦隊のうち、脱出に成功したのはわずか戦列艦2隻、フリゲート艦2隻だけであった。その中で戦列艦ジェネリューはコルフ島へ向かい、ピエール・ヴィルヌーヴ少将率いる戦列艦ギヨーム・テルはフリゲート艦2隻を連れてマルタに帰った。
1798年9月にヴィルヌーヴが帰ってきたとき、既にマルタは混乱に陥っていた。フランス当局がマルタのカトリック教会の解散を命じたことにマルタ人が激しく反発し、9月2日にフランス守備隊をヴァレッタへ押し込めていたのである。10月初頭までに、イギリス・ポルトガル軍がマルタ反乱軍を支援して上陸し、それらの艦隊はフランスの物資・兵員補給を防ぐべく海上封鎖を敷いた。1799年前半にはフランス本国から守備隊の元にわずかな補給物資が届けられていたが、その後1800年初頭まで7か月以上にわたり補給が絶え、守備隊は飢餓に陥りかけていた。1800年2月、フランス本国はマルタに物資を補給するべく大規模な護衛艦隊をトゥーロンから出発させた。しかし2月17日にネルソン率いるイギリス艦隊がこれを捕捉し、撃破した。フランスの旗艦ジェネリューは捕獲され、司令官ジャン＝バティスト・ペレーは戦死した（マルタ護送船団の海戦）。
ペレーの補給を得ることができなかった守備兵は引き続き物資欠乏に耐えなければならなくなり、3月にヴァーボワとヴィルヌーヴは再度フランス本国に支援を求めるべく使者を派遣することにした。この任務に選ばれたのがギヨーム・テル（ソルニエ艦長）であった。というのも、この80門の大砲を擁する巨大な戦列艦なら、傷病兵を中心に900人以上を乗せて送り出すことができるからであった。ドニ・デクレ少将が船の指揮を執ることになり、ヴァーボワとヴィルヌーヴは出発の日取りを3月30日と定めた。この間もイギリス艦隊はヴァレッタ封鎖を続けていたが、司令官は不在であった。ネルソンは上官ジョージ・エルフィンストーンの命令に背いてシチリアのパレルモに退き、駐ナポリ大使ウィリアム・ダグラス・ハミルトンの妻エマ・ハミルトンと公然の不倫生活を楽しんでいた。彼の不在中、艦隊の指揮権はHMS カローデン艦長トーマス・トラウブリッジに渡され、さらにHMS ライオン艦長マンリー・ディクソンに委任されていた。

## 戦闘
3月30日23時、ギヨーム・テルは強い南風を受けてヴァレッタを出港した。ドニ・デクレは、夜陰に紛れてイギリス艦隊の封鎖をすり抜けられることを祈っていた。この時、ディクソンはマルタ島の周囲に艦を配置しつつ、フリゲート艦HMS ペネロピ（ヘンリー・ブラックウッド艦長）にヴァレッタを監視させていた。23時55分、ブラックウッドの部下の見張りがギヨーム・テルを発見し、ブラックウッドは自艦に追撃を命じた。またブリッグ船HMS ミノルカ（ジョージ・ミラー艦長）を可視範囲内にいたディクソンの元に派遣し、一報を伝えた。さらにブラックウッドは信号も使って、ペネロピが追撃に出る旨を上官に伝えようとした。
ブラックウッドはすぐにギヨーム・テルに追いつき、0時30分に射程範囲内に入ると、その船尾方向に潜り込んで次々と砲撃を浴びせた。ギヨーム・テルの側では、この方向に敵を抱えると、艦尾に配された軽砲でしか反撃できなかった。デクレは、もし船を止めて応戦しようとすればすぐに南方の水平線に見えるベリー艦隊に追いつかれ、圧倒されるであろうと考えた。そのため彼は、自身の大船が敵の軽く素早いフリゲートを振り切る望みをかけて北東へ逃げ続けざるを得なかった。しかしペネロピは非常に船足が速く、経験豊富なブラックウッドは巧みに船を動かして、何度もギヨーム・テルの船尾に入り舷側砲撃を仕掛けてきた。
ブラックウッドの戦術は大当たりで、3月31日の夜明けまでには、ギヨーム・テルは主・第三トップマストとメイン帆桁を失い、艦速が著しく落ちた。また船内では多数の死傷者が出ていた。一方ペネロピ側の損害は死者1名、負傷者3名にとどまり、船体もほとんど無傷であった。また南方からは、イギリス艦隊の増援が追いついてきた。ディクソン率いるライオンは1時にミノルカから報告を受け、直ちに追撃を始めるとともに、少し風下に停泊していたHMS フードロヤント（エドワード・ベリー艦長）のもとにもブリッグ船を飛ばして知らせた。5時までにディクソンはギヨーム・テルとの戦闘範囲内に到着し、ライオンをギヨーム・テルとペネロピの間に通過させると、ギヨーム・テルの左舷に向け三段舷側射撃をかけた。ライオンは既に船足が遅くなっていたギヨーム・テルの左舷側を通過しながらその船首第二斜檣を吹き飛ばし、ペネロピと挟み込む態勢をとって一斉射撃をかけ続けた。この間に一瞬ライオンがギヨーム・テルの艤装に引っ掛かり、フランス兵が移乗攻撃を試みる場面があったが、間もなく両船が離れ離れになったため失敗した。
半時間の間、ライオンは格上のギヨーム・テルを砲撃し続けたが、その舷側の射程範囲から逃れ切ることができず反撃を受け、深手を負って航行速度が落ちてギヨーム・テル後方へ脱落し、ペネロピの後についてギヨーム・テルを追った。6時、ベリー率いるフードロヤントが追いつき、ギヨーム・テルの右舷側に迫った。ベリーは三段舷側射撃を準備しながらデクレに降伏を呼びかけたが、デクレは大砲射撃をもって返答とした。フードロヤントはいっぱいに帆を張っていたため、最初の撃ち合いで索具に酷い損傷を負った。これがさらにフードロヤントの速度を速めることになり、ギヨーム・テルを追い抜いてしまった。ベリーはフードロヤントをギヨーム・テルの舷側に戻すと再び砲撃をはじめ、瞬く間にギヨーム・テルに残っていた索具を吹き飛ばした。これによりライオンとペネロピが追いついてきて戦闘に復帰し、代わりにフードロヤントは応急処置のため戦場を離脱した。
6時30分までに、ギヨーム・テルは数で圧倒され、主・第三マストを失った。8時までにフードロヤントが戦場に復帰し、ギヨーム・テルの前檣を破壊した。8時20分、ギヨーム・テルはほぼ航行能力を失い、砲列甲板もほぼ破壊されつくしたので、デクレはこれ以上の無益な戦闘を続け人命を損なうことが無いよう、降伏を決断した。既にギヨーム・テルは船として危機的状況にあった。マストを失った上に強風で船体が倒れ掛かっており、沈没を防ぐため下甲板の砲門を閉じなければならないほどだった。900人の乗組員のうち、死傷者は200人以上に上っていた。司令官デクレと艦長ソルニエも重傷を負っていた。イギリス側の被害は比較的軽微で、フードロヤントでは8人が死亡、艦長ベリーを含む64人が負傷し、ライオンでは38人が死傷、ペネロピでは1人が死亡、3人が負傷（うち1人は致命傷）していた。船体はかなりの損傷を負っており、特にフードロヤントは主船体と全マストが損傷し、12時ごろに第三マストが崩落して5人が負傷した。ライオンの被害も大きかったが、フードロヤントほどではなかった。ペネロピは、マストと索具に軽い損傷を負っただけだった。戦闘は最初から最後までマルタ島から見える海域で行われ、終結時点で戦場はシチリア島パッサロ岬の南西約21海里 (39 km)の海域に展開していた。

## その後
フードロヤントとライオンは損傷が激しかったため、ペネロピがギヨーム・テルをシチリアのシラクサに曳航することになった。ここで十分な修理を受けたギヨーム・テルはイギリス本国に送られ、HMS マルタと改名してイギリス海軍に加えられた。マルタは2年前のナイルの海戦でイギリスが鹵獲したHMS トナンと共に、最も強力な3等艦として長きにわたり活躍した。1805年のフィニステレ岬の海戦にも参加している。
戦闘に参加してナイルの海戦から逃れた最後の生き残りを捕らえたイギリス将校たちは、表彰された。一方「地中海でのキャリアで最も輝かしい栄誉を獲得する機会を逸した」ネルソンは、ベリーに「あなたの最近の名誉ある出来事は、羨望の極みの彼方にあなたの名声を刻み付けるものだ」と書き送っている。しかしこうしたネルソンの称揚にもかかわらず、ベリーの元には批判が集まった。歴史家のウィリアム・ジェームズは、1827年の著作で以下のように述べている。
もしフードロヤントが単独でギヨーム＝テルと立ち会っていたとしたら、この戦闘はそれまでで最も強力な2艦による戦いになっただろう。そして、フードロヤントが主に人員数の面でわずかに劣っていたとはいえ、それはイギリスの艦長が不平を言うことではなく、勇敢に立ち向かい立派に指揮したギヨーム＝テルが征服者を撃退する可能性は同等にあったのだ。—William James, 1827、
代わりにジェームズは、圧倒的に格上のギヨーム・テルに果敢に戦いを挑んで逃走の足を遅らせたブラックウッドとディクソンをイギリス勝利の功労者としている。またジェームズは、デクレの指揮ぶりについても「海戦史の中に、ギヨーム＝テル以上の英雄的な防衛戦は見当たらない」といって高く評価している。第一統領ナポレオン・ボナパルトもデクレについて同様の評価を与え、彼が間もなく捕虜交換で帰ってくると直ちにアルメドヌール勲章を授与し、後にレジオンドヌールへの加入資格を与えた。またデクレはビスカヤ県ロリアンの海軍長官の職を与えられた。
戦闘後、ギヨーム・テルに乗り込んだイギリス兵は、ヴァレッタが深刻な食糧不足に陥っている証拠を発見した。「ラ・ギヨーム・テルでは、ラバの足が安全と人を寄せ付けない提督の調理室で使う特別な用途のために掛けられているのが見つかっただけだった」。マルタのイギリス軍は、ギヨーム・テル捕獲の報をすぐにヴァーボワに伝え、降伏を迫った。これに対しヴァーボワは「あなたの提案を受け入れるには、当地はあまりにも条件が良く、私はあまりにも国家の大事と己の名誉を理解しすぎているのだ」と述べ、降伏勧告を蹴った。しかしフランス守備隊の飢餓は厳しさを増していった。ヴァーボワらはその後5か月にわたり抵抗をつづけた後、9月4日についに降伏し、持てるすべてをイギリスに明け渡した。